# Thomas Kiennast

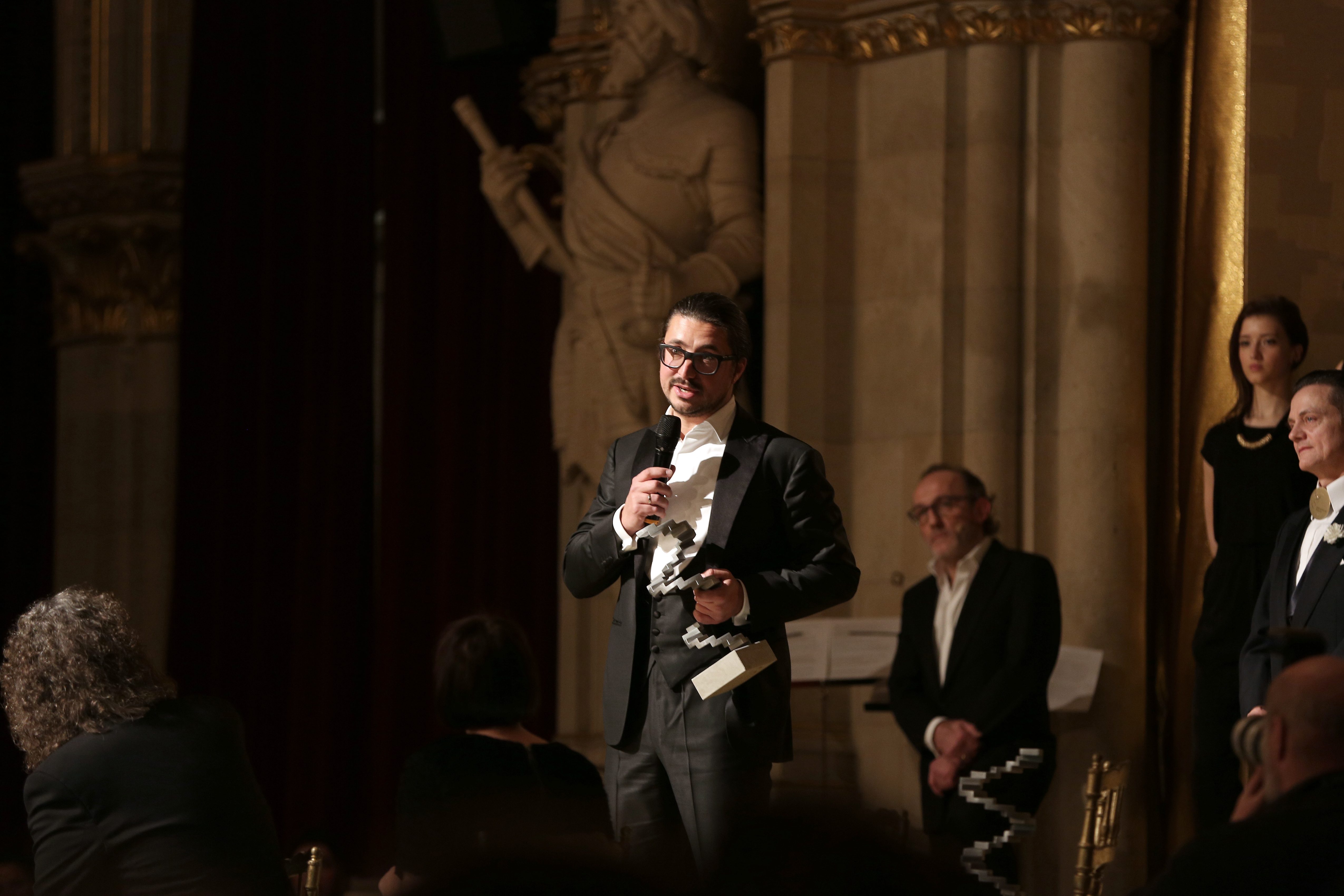
Thomas W. Kiennast mit dem Österreichischen Filmpreis 2015

Thomas W. Kiennast (* 4. Dezember 1976 in Wien) ist ein österreichischer Kameramann. Sein Vater Erwin Kiennast ist erfolgreicher Musikproduzent und Komponist. Er wird auch unter dem Namen Thomas Kienast gelistet.

## Leben
Er studierte bis 2001 an der Universität für Musik und darstellende Kunst Wien, Institut Film in der Klasse Kamera. Schon während der Studienzeit erhielt er zahlreiche Aufträge für nationale und internationale Werbefilmproduktionen. So arbeitet er für Werbespots von Firmen wie Tchibo, Pepsi und bwin.
Im Langfilmbereich begann er 2004 mit den ersten drei Folgen von 4 Frauen und ein Todesfall. Gefolgt mit dem Spielfilm Im Reich der Reblaus, Regie Harald Sicheritz, für die er am 20. April 2006 die Goldene Romy als bester Kameramann erhielt.
Mit Regisseur und Drehbuchautor Christopher Schier arbeitete er unter anderem für die Serien Die Ibiza Affäre und Der Pass sowie eine ab April 2024 ausgestrahlten Fernseh-Werbekampagne mit der fiktiven Familie Putz in Hollywood zusammen.
Kiennast ist Mitglied im Berufsverband Kinematografie (BVK).

## Filmografie
- 2005: Vier Frauen und ein Todesfall (Fernsehserie, drei Folgen)
- 2005: Mutig in die neuen Zeiten: Im Reich der Reblaus (TV)
- 2008: Darum
- 2009: Tatort – Baum der Erlösung
- 2010: 3faltig
- 2011: Hexe Lilli – Die Reise nach Mandolan
- 2011: Tatort – Ausgelöscht
- 2011: Das Wunder von Kärnten (TV)
- 2013: CopStories (Fernsehserie, sechs Folgen)
- 2013: Das finstere Tal
- 2013: Tatort – Zwischen den Fronten
- 2014: Eine Liebe für den Frieden – Bertha von Suttner und Alfred Nobel (TV)
- 2014: Tatort – Paradies
- 2015: Wenn du wüsstest, wie schön es hier ist
- 2015: Gespensterjäger – Auf eisiger Spur
- 2017: Maximilian – Das Spiel von Macht und Liebe
- 2017: Tatort – Wehrlos
- 2018: Tatort – Die Faust
- 2018: 3 Tage in Quiberon
- 2018: Die letzte Party deines Lebens
- 2019: Ich war noch niemals in New York
- 2020: Tatort – Lass den Mond am Himmel stehn
- 2020: Cortex
- 2021: Schachnovelle
- 2021: Im Netz der Camorra (TV)
- 2021: Die Ibiza Affäre (Mini-Serie)
- 2023: Sisi & Ich
- 2023: Der Pass (Fernsehserie, acht Folgen)
- 2024: Beasts Like Us (Fernsehserie)
- 2025: Drunter und Drüber – Chaos auf dem Friedhof (Fernsehserie)

## Auszeichnungen und Nominierungen

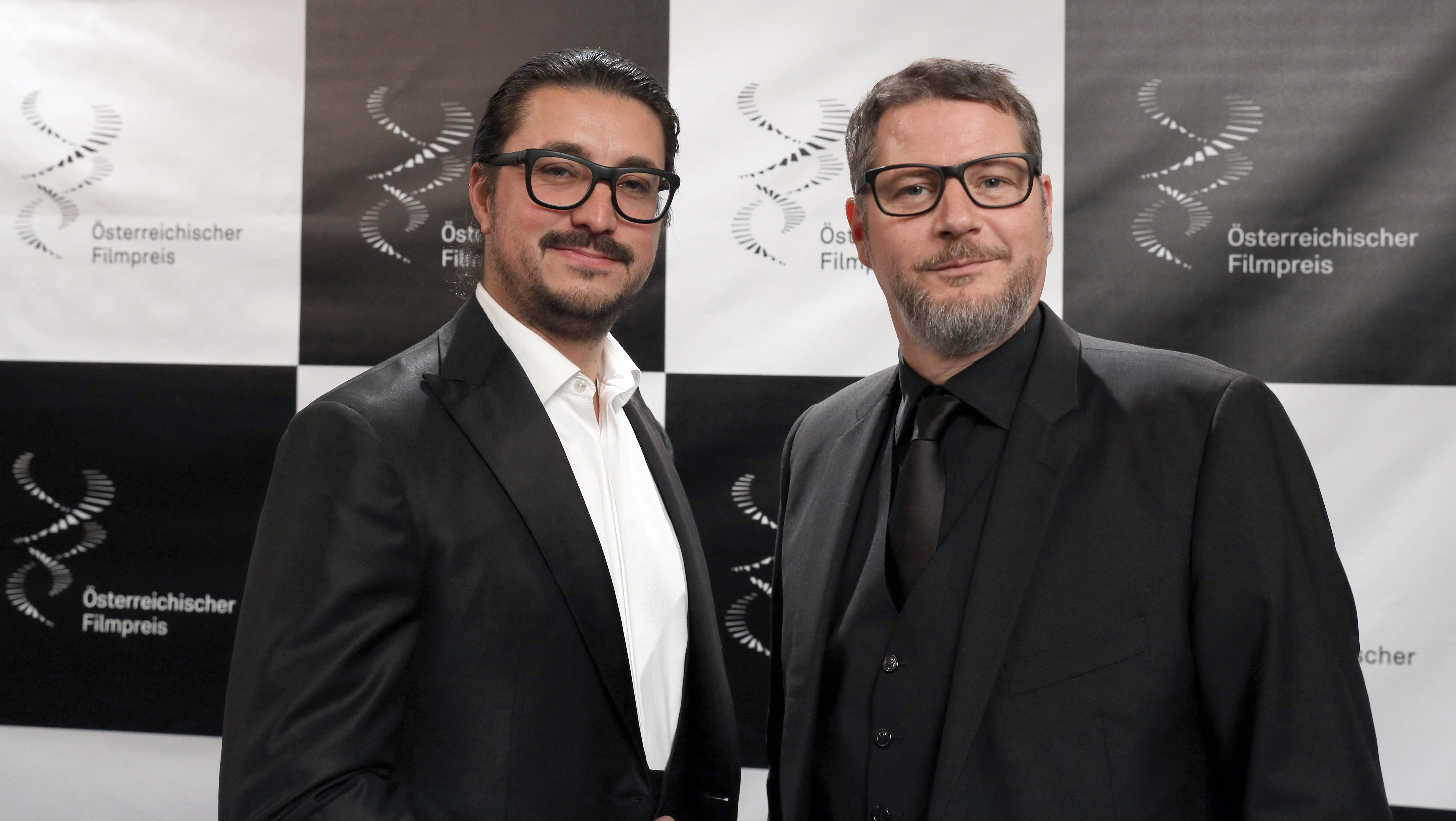
Thomas Kiennast (l.) mit Regisseur Andreas Prochaska (Das finstere Tal) beim Österreichischen Filmpreis 2015

- 2006: Romy in der Kategorie Beste Kamera für Im Reich der Reblaus
- 2014: Diagonale-Preis für beste Bildgestaltung in einem Kinofilm – Das finstere Tal[1]
- 2015: Österreichischer Filmpreis für Das finstere Tal in der Kategorie Beste Kamera[4]
- 2018: Nominierung für den Deutschen Kamerapreis in der Kategorie Fernsehfilm für Tatort: Die Faust[5]
- 2018: Deutscher Filmpreis in der Kategorie Beste Kamera/Bildgestaltung für 3 Tage in Quiberon
- 2019: Romyverleihung 2019 – Nominierung in der Kategorie Beste Bildgestaltung Kinofilm für Die letzte Party deines Lebens[6]
- 2022: Romyverleihung 2022 – Auszeichnung für die beste Kamera Kino für Schachnovelle[7]
- 2022: Romyverleihung 2022 – Auszeichnung für die beste Kamera Fernsehen für Im Netz der Camorra[7]